# 5203 Pavarotti
Az 5203 Pavarotti (ideiglenes jelöléssel 1984 SF1) a Naprendszer kisbolygóövében található aszteroida. Zdenka Vávrová fedezte fel 1984. szeptember 27-én.